# Karin (Dragon Ball)
Meester Karin is een personage uit de mangaserie Dragon Ball.
Karin is een kleine kat die woont in de Karintoren onder de woonplaats van de almachtige. Hij bewaakt de senzu en introduceert deze aan Goku, die hem ontmoet als hij tegen de Red Ribbon Army vecht. Dan traint Karin hem totdat hij sterk genoeg is om de huurling Tao Pai Pai te verslaan. Later in de serie krijgt hij gezelschap van Yajirobe, die voor hem de senzu naar de hoofdpersonen brengt voor een gevecht.